# Te amo (telenovela)
Te amo es una telenovela mexicana dirigida por Enrique Segoviano y producida por Guillermo Diazayas para la cadena Televisa. Fue emitida por El Canal de las Estrellas del 22 de octubre de 1984 al 12 de abril de 1985. Fue protagonizada por José Roberto y Lourdes Munguía, además de contar con la participación de los primeros actores Aarón Hernán, María Rubio y Norma Lazareno.

## Reparto
- Lourdes Munguía - Verónica
- José Roberto - Fernando
- Aarón Hernán† - Matías
- María Rubio† - Consuelo
- Norma Lazareno - Victoria
- Porfirio Baz - Esteban
- Beatriz Martínez - Regina
- Marta Aura - Mercedes
- Felipe Gil - Bernardo
- Adalberto Menéndez - Carlos
- Júlio Augurio - Cristóbal
- Dolores Beristáin† - Aída
- Ricardo de León - Gabriel
- Marisa De Lille - Susana
- Elizabeth Dupeyrón
- Sonia Esquivel - Gladys
- Alberto Gavira - Castillo
- Kokin Li - El Chale
- Julio Monterde† - Humberto
- Morenita - Gloria
- Elsie Méndez - Lucila
- Mercedes Navarro - Leticia
- Mercedes Olea - Julia
- Patricia Renteria - Magda
- Carmen Rodríguez de la Vega - Patricia
- Nallely Saldivar - Claudia
- Luz Elena Silva - María Elena
- Alejandra Ávalos - Cecilia